# Хаслебен
Хаслебен (нем. Haßleben) — община в Германии, в земле Тюрингия. 
Входит в состав района Зёммерда. Подчиняется управлению Штраусфурт.  Население составляет 1024 человека (на 31 декабря 2010 года). Занимает площадь 14,34 км².